# Chronica Gallica (452)
Chronica Gallica (452) er en senantik krønike i annalform som fortsatte Hieronymus' krønike. Den blev sammen med en anden anonym gallisk krønike redigeret af Theodor Mommsen under navnet Chronica Gallica i rammen af Monumenta Germaniae Historica (MGH).
Krøniken begynder med året 379 med udnævnelsen af Theodosius I til medkejser og ender med hunnerkongen Attilas indfald i Italien 452. Fremstillingen koncentrerer sig især om Gallien, kejserne og paverne; begivenheder i den østlige del af riget nævnes knap. Det drejer sig om det ældste overleverede galliske historieværk. Stedet for dets tilblivelse er omstridt, oftest angives et sted i Rhonedalen eller måske Marseille.
Chronica Gallica (511), der findes i samme bind af Monumenta Germaniae Historica, begynder ligeledes med Theodosius, men slutter med året 511.